# Sierra del Rollo
La Sierra del Rollo se localiza en la provincia de Alicante, España) y se extiende entre los términos municipales de Aspe y La Romana. Con una altura máxima de 655 m, cuenta con fuertes pendientes y escasa vegetación. 

## Historia
En esta sierra se localizan canteras de mármol cuya explotación adquirió importancia a partir del siglo XVIII y que se citan por Cavanilles en su obra  “Observaciones sobre la Historia Natural, Geografía, Agricultura, Población y Frutos del Reyno de Valencia” publicada en 1797:
- "Este monte tiene bastante altura, y sirve de lindero á los términos de Aspe y Novelda. Todo es de mármol en bancos tan estrechamente unidos, que parecen formar una sola pieza en lo interior ............ Sus colores varían en diversas partes: la expuesta al szceste de color sangre con vetas blancas, y la que mira al nordeste amarillenta con vetas por lo común obscuras entrete.ridas con gracia, y otras veces con nubes amoratadas y manchitas negras sumamente vistosas. La solidez de la piedra permite que se corten en el monte piezas de gran tamaño: arrancáronse para Murcia columnas de nueve varas de caña con el correspondiente diámetro; mas no se hallaron medios para conducirlas enteras, y fue preciso dividirlas en trozos. Apénas hay en el reyno obra alguna de mármoles donde no se vea el sanguíneo del Rollo ".

- Datos: Q6128046